# Великий приборкувач
«Великий приборкувач» — радянський телефільм 1974 року, знятий режисером Георгієм Овчаренком на кіностудії «Білорусьфільм».

## Сюжет
У провінційному містечку мешкає Сава Куликов. Він хороший економіст і має хобі — дресирує тварин: собаку, кішку, папугу. Одного дня в його руки потрапила мавпочка-шимпанзе. Сава видресував її і виступив зі своєю новою подругою у цирку — що мало успіх.

## У ролях
- Альберт Філозов — Савелій Петрович Куликов
- Любов Рум'янцева — Олена Василівна, фотокореспондент молодіжної газети
- Василь Меркур'єв — Василь Васильович, батько Олени
- Маріанна Стриженова — мати Олени
- Сергій Філіппов — дядько Мишко
- Ростислав Шмирьов — клоун Вася
- Арнольд Помазан — клоун Іван
- Баадур Цуладзе — Заур Зурабович, директор цирку
- Антоніна Максимова — мати Савелія Куликова
- Михайло Жарковський — директор зоопарку
- Олександр Безпалий — моряк Костя
- Борис Владомирський — епізод
- Г. Філіна — дружина Заура Зурабовича
- Олександр Середа — пасажир
- Августин Мілованов — Павло Євграфович
- Тетяна Алексєєва — Тетяна Андріївна Свиридова
- Нінель Жуковська — Марина Сергіївна
- Валентин Букін — Валентин
- В. Кременецький — Владик
- І. Остроухов — епізод
- А. Корольов — епізод
- А. Букаєв — епізод
- Олександра Зиміна — тітка Катя, вахтерка у цирку
- Олександр Мазалов — епізод

## Знімальна група
- Режисер — Георгій Овчаренко
- Сценаристи — Іван Менджерицький, Галина Пчелякова
- Оператор — Анатолій Клейменов
- Композитор — Олег Хромушин
- Художники — Ігор Окулич, Ігор Топілін